# Lohholz
Das Lohholz ist ein isoliertes Laubwaldgebiet, es liegt zwischen den Gemeinden Eckolstädt  (Landkreis Weimarer Land) und Hirschroda (Saale-Holzland-Kreis), es hat als Naturschutzgebiet eine Gesamtfläche von 30,4 Hektar.
Das  Naturschutzgebiet umfasst neben dem Waldgebiet auch eine Streuobstwiese und im Osten den Bereich einer Glatthafer- und Nasswiese.
Im Wald entspringt ein kurzer Quellbach, der nach Osten abfließend den Hirschrodaer Grund passiert und gegenüber Wichmar in die Saale mündet.
Es ist nicht zu verwechseln mit dem sog. Lohholz oberhalb des Schlossparks von Tiefurt, dessen Steilhang ab 1776 in die Parkgestaltung einbezogen wurde! Dessen oberste Begrenzung ist die Vergilgrotte Tiefurt.